# Nierówność Clausiusa
Nierówność Clausiusa, twierdzenie Clausiusa – prawo obowiązujące dla dowolnego  układu termodynamicznego pobierającego i oddającego ciepło w cyklu zamkniętym. Wyraża się ono wzorem:
{\displaystyle \oint {\frac {\mathrm {\delta } Q}{T}}\leqslant 0,}
gdzie {\displaystyle \mathrm {\delta } Q} jest ciepłem pobranym z otoczenia o temperaturze {\displaystyle T} (gdy ciepło jest oddawane, wielkość {\displaystyle \mathrm {\delta } Q} uznaje się za ujemną). Gdy cykl jest odwracalny, nierówność Clausiusa przechodzi w równość.
Prawo to zostało sformułowane przez Rudolfa Clausiusa w 1854 r.